# Bob Schieffer
Bob Lloyd Schieffer, né le 25 février 1937, est un journaliste américain. Il officie depuis 1969 sur le réseau de télévision américain CBS, ayant notamment présenté l'édition du samedi du journal CBS Evening News de 1973 à 1996 et animant depuis 1991 l'émission politique dominicale Face the Nation.